# Triacanthella andina
Triacanthella andina är en urinsektsart som beskrevs av Cassagnau och Rapoport 1962. Triacanthella andina ingår i släktet Triacanthella och familjen Hypogastruridae. Inga underarter finns listade i Catalogue of Life.